# 法屬佛羅里達
法屬佛羅里達（法語：Floride française），是一個由法國胡格諾派教徒殖於今美國佛羅里達州成立的殖民地，由1562年存續至1565年。
建立殖民地的努力是在法國胡格諾派領導人，法國海軍上將加斯帕德·科利尼的計劃下開始的，建立新世界殖民地以保存他們。
首次登陸佛羅里達由让·里博完成，第二次是由RenéGoulainedeLaudonnière在1562年完成，之後他在北卡羅來納州帕里斯島的北部建立了查爾斯福特。但查爾斯福爾被所有殖民者拋棄，第二年由於困難和內部衝突，他們又回到法國。
1564年，RenéGoulainedeLaudonnière再次從法國出發，這次是在傑克遜維爾建立卡羅琳堡。西班牙人於1565年徹底消滅了法國人建立的殖民地。隨著卡羅琳堡被佔領，胡格諾派教徒若非逃到野外大陸，就是在隨後的馬坦薩斯入口大屠殺中喪生。